# Enrico Schönfeld (1873.)
Enrico (de) Schönfeld d. Ä. (rođen kao Heinrich Schönfeld von d. J.) Jedlersdorf, NÖ Beč, 1. travnja 1873. - Zadar, 29. studenoga 1942.), knjižar, izdavač, športski djelatnik; talijanski iredentist: pristaša pripojenja Dalmacije Italiji; nakladnik, tiskar i prodavač fotografske opreme i materijala, najveći i najugledniji izdavač zadarskih razglednica

## Životopis
Rodio se je u Jedlersdorfu kod Beča. Iz ugledne je obitelji: stric je Petera v. S. d. Ä. (s. d.), sin Heinricha v. S. d. Ä. (Žatec, Češka, 19. listopada 1832. - vjerojatno Zadar, prije 1916.), nećak Theodora v. S. (s. d.), rođak Constantina v. S. (s. u. Theodor v. S.), brat Ludwiga (Ludovico de) v. S. (Jedlersdorf, 8. srpnja 1874. — Zadar, 1939.), otac Enrica. Prvo je bio namještenik tvornice lokomotiva u rodnom mjestu. 1876. se je godine preselio s obitelji u Hrvatsku, u Zadar. U Zadru je pokrenuo knjižarski i papirničarski posao. Poduzetnički pothvat bio je dugotrajan. Do danas je knjižar, nakladnik, tiskar i prodavač fotografske opreme i materijala koji je bio najistaknutiji u Zadru. Osobito se je istakao izdavaštvom zadarskih razglednica. Imao je obiteljsku knjižaru na Narodnom trgu. 1892. je godinue objavio prvu zadarsku razglednicu. Prodavao razglednice i fotografske vedute Dalmacije koje mu je tiskalo dražđanski Stengel & Co, Ugledna europska tvrtka za industrijsku proizvodnju razglednica i umnožavanje fotografija. Tiskaru je Heinrich otvorio 1907. u ulici Svete Marije, sučelice ulazu u samostan. Tiskara mu je stradala u savezničkom bombardiranju 1943./44. 
Pripadao nacional-liberalskoj ideologiji Giuseppea Mazzinija. Knjižara mu je bila mjesto okupljanja risorgimentista, zbog čega je bila zatvarana, a on uhićivan. Višegodišnji predsjednik nacionalističkog športskog društva Società Canottieri Diadora i član Društva Dante Alighieri. Za rata ga je pratio glavni stožer, a poslije rata zalagao se za pripojenje Dalmacije Italiji. Gabriele D'Annunzio ga je htio angažirati za odbor za javno zdravlje, koji je trebao izvesti intervenciju D'Annunzijevih snaga u Dalmaciji. Poslije rata kao talijanski državljanin aktivan u publicistici, izdavao list La Dalmazia i ponovno obnovio izlaženje lista La rivista dalmatica koja je kao iredentistička bila zabranjena 1914. godine. Umro je 29. studenoga 1942. godine.